# Don’t Think Jesus
«Don’t Think Jesus» — песня американского кантри-певца Моргана Уоллена, вышедшая 15 апреля 2022 года с помощью лейблов Big Loud и Republic Records. Песня была написана Джесси Александром, Чейзом МакГиллом и Марком Холманом, а спродюсирована Джоуи Мои. Трек достиг первого места в кантри-чарте Hot Country Songs и 7-го места в основном мультижанровом американском хит-параде Billboard Hot 100.

## История
Песня появилась ещё в октябре 2021 года, когда Уоллен появился в своих социальных сетях, чтобы исполнить акустическую версию песни. Уоллен сказал, что трек довел его до слез, когда он впервые услышал его. Несмотря на то, что она не была написана самим певцом, говорят, что это одна из его личных песен. Тем не менее, это она написана с учётом мнения певца. О создании песни он рассказал: «Некоторые из моих друзей прислали мне песню сегодня… они написали песню, думая обо мне, и это заставило меня плакать в автомобиле». Лирически песня описывает историю мальчика, обратившегося к Иисусу после совершения нескольких постыдных поступков. В конце концов, в апреле 2022 года он объявил, что эта песня станет его следующим синглом, сознательно выбрав Страстную пятницу в честь пасхальных выходных. Песня была описана как «серьёзная и интроспективная баллада, которая проводит слушателя через мысли безымянного мальчика о жизни».

## Отзывы
Уэс Лангелер из Whiskey Riff написал, что этот трек «может быть самой значимой песней, которую он когда-либо выпускал». Клейтон Эдвардс из Outsider высказал мнение, что история песни «вероятно звучит знакомо фанатам Моргана Валлена». Он видел в «медленном, урезанном, гитарном» треке возвращение «к песням, которые принесли Моргану Валлену славу».

## Коммерческий успех
30 апреля 2022 года песня «Don’t Think Jesus» сразу дебютировала на первом месте кантри-чарта Hot Country Songs (4-й его кантри-чарттоппер после «Whiskey Glasses», 2019 и «7 Summers», 2020, «Wasted On You», 2021).
Она также дебютировала на 7-м месте в Hot 100, на 1-м месте в Digital Song Sales (2-й раз), 3-м месте в Streaming Songs, на 1-м месте в Country Streaming Songs (в 7-й раз), на 1-м месте в Country Digital Song Sales (5-й раз). Это его третий дебют сразу в Топ-10 чарта Hot 100, после «7 Summers», дебютировавшей на 6-м месте в августе 2020 года и «Wasted on You», стартовавшей на 9-м месте в январе 2021 года. Уоллен второй раз занимает первое место по продажам цифровых песен (Digital Song Sales) после того, как он записал вместе с Lil Durk композицию «Broadway Girls», которая вышла в январе 2022 года заняла первое место в этом цифровом чарте. «Don’t Think Jesus» также стала рекордным в истории чарта Hot Country Songs третьим дебютом на вершине (теперь Уоллен опережает Тейлор Свифт, у которой было два старта на № 1: «All Too Well (Taylor’s Version)» в ноябре 2021 и «Love Story (Taylor’s Version)» в феврале 2021 года). Трек следует за «Whisky Glasses», который поднялся на первое место на две недели в мае 2019 года; «7 Summers», который «рулил» дебютной неделей в августе 2020 года; и «Wasted on You», который также лидировал в своей первой неделе релиза в январе 2021 года. Кроме того, «Jesus» стал пятым треком, дебютировавшим под номером 1 в Hot Country Songs и одновременно вошедшим в десятку лучших в Hot 100; все они сделали это с августа 2020 года (после того, как Hot Country Songs приняли методологию Hot 100 в октябре 2012 года). Из пяти названий три принадлежат Уоллену, один Люку Комбсу («Forever After All», № 2, 7 ноября 2020 года) и один Свифт («All Too Well (Taylor’s Version)», № 1, 27 ноября 2021).

## Чарты

### Еженедельные чарты
| Чарт (2022)                         | Высшая позиция |
| ----------------------------------- | -------------- |
| Канада (Billboard Canadian Hot 100) | 27             |
| Мир (Billboard Global 200)          | 14             |
| Новая Зеландия (RMNZ)               | 24             |
| США (Billboard Hot 100)             | 7              |
| США (Billboard Country Airplay)     | 49             |
| США (Billboard Hot Country Songs)   | 1              |

## Сертификации
| Регион                                                                      | Сертификация | Продажи   |
| --------------------------------------------------------------------------- | ------------ | --------- |
| Канада (Music Canada)                                                       | Золотой      | 40 000    |
| США (RIAA)                                                                  | Платиновый   | 1 000 000 |
| Данные о продажах + прослушиваниях приведены только на основе сертификации. |              |           |